# Marcián z Konstantinopole
Svatý Marcián z Konstantinopole byl kněz žijící v 5. století.

## Život
Narodil se v bohaté rodině římského původu.
Nejprve patřil do sekty Novatianistů a poté se stal přítelem svatého Auxentia. Stal se tak horlivým právověrným křesťanem že mu patriarcha Anatolius dovolil kněžské svěcení i přes jeho mladý věk.
Později jej patriarcha Gennadius I. jmenoval pokladníkem chrámu Hagia Sofia.
Po smrti svých rodičů se rozhodl zasvětit své jmění stavbě kostelů. Začal s kostelem zasvěceném svaté Anastázii (Domninos), poté pokračoval s kostelem svaté Ireny (Perama), s kostelem svatého Isidora a několika dalších.
Zemřel asi roku 480. Pohřben byl v klášterním kostele svatého Jana Křtitele v Konstantinopoli.
Jeho svátek se slaví 10. ledna.
V Martyrologiu Romanum je psáno;
| „ | V Konstantinopoli, svatý Marcián, kněz, usilovně zkrášloval kostely a pomáhal chudým. | “ |